# Pebble Bay (Saskatchewan)
Pebble Bay (auch Pebble Baye genannt) ist eines von 42 Feriendörfern (Resort Villages) in der Provinz Saskatchewan. Die Gemeinde gehört zu der Gruppe der „urban municipalities“ und verfügt, wie alle „urban municipalities“ in der Provinz, über eine eigenständige Verwaltung. Es liegt, umgeben von der Rural Municipality of Leask No. 464, am südöstlichen Ufer des Iroquois Lake.
Das Ferienresort befindet sich auf einer Höhe von 58 m (190 feet) über dem Meeresspiegel und besitzt eine Fläche von 0,74 km².

## Demografie
2001 hatte Pebble Baye ca. 15 Einwohner. Zum Jahr 2006 stieg die Zahl um 80 % auf 27 Personen an. Laut der Volkszählung von 2011 wurden in der Ortschaft ca. 33 Einwohner registriert. Bis 2016 erhöhte sich die Bevölkerungszahl um 36,4 % auf 45. Das Durchschnittsalter in Pebble Baye liegt zwischen 65 und 70 Jahren.